# Blakesburg
Blakesburg es una ciudad situada en el condado de Wapello, en el estado de Iowa, Estados Unidos. Según el censo de 2000 tenía una población de 374 habitantes.

## Geografía
Según la Oficina del Censo de los Estados Unidos, la localidad tiene un área total de 0,69 km², la totalidad de los cuales corresponden a tierra firme.

## Demografía
Según el censo de 2000, había 374 personas, 166 hogares y 105 familias residiendo en la localidad. La densidad de población era de 544,00 hab./km². Había 177 viviendas con una densidad media de 253,1 viviendas/km². El 98,66% de los habitantes eran blancos, el 0,53% asiáticos y el 0,80% pertenecía a dos o más razas. El 0,53% de la población eran hispanos o latinos de cualquier raza.
Según el censo, de los 166 hogares, en el 27,1% había menores de 18 años, el 48,2% pertenecía a parejas casadas, el 11,4% tenía a una mujer como cabeza de familia, y el 36,7% no eran familias. El 29,5% de los hogares estaba compuesto por un único individuo, y el 16,9% pertenecía a alguien mayor de 65 años viviendo solo. El tamaño promedio de los hogares era de 2,25 personas, y el de las familias de 2,78.
La población estaba distribuida en un 21,7% de habitantes menores de 18 años, un 10,7% entre 18 y 24 años, un 26,5% de 25 a 44, un 22,7% de 45 a 64, y un 18,4% de 65 años o mayores. La media de edad era 38 años. Por cada 100 mujeres había 82,4 hombres. Por cada 100 mujeres de 18 años o más, había 80,9 hombres.
Los ingresos medios por hogar en la localidad eran de 28.500 dólares ($), y los ingresos medios por familia eran 35.417 $. Los hombres tenían unos ingresos medios de 27.813 $ frente a los 20.313 $ para las mujeres. La renta per cápita para la ciudad era de 13.962 $. El 14,3% de la población y el 13,5% de las familias estaban por debajo del umbral de pobreza. El 24,4% de los menores de 18 años y el 4,0% de los habitantes de 65 años o más vivían por debajo del umbral de pobreza.